# Dr. Goldfoot și mașina de bikini
Dr. Goldfoot și mașina de bikini (titlu original: Dr. Goldfoot and the Bikini Machine) este un film SF de comedie american din 1965 regizat de Norman Taurog. În rolurile principale joacă actorii Vincent Price, Frankie Avalon, Dwayne Hickman, Susan Hart și Jack Mullaney. Este distribuit de American International Pictures.

## Prezentare
Dr. Goldfoot s-a retras în castelul său sumbru unde, cu ajutorul asistentului său Igor, efectuează  experimente pentru a crea femeia-robot perfectă care să seducă marii bogătași ai lumii pentru a-i jefui. 

## Distribuție
- Vincent Price - Dr. Goldfoot
- Frankie Avalon - Craig Gamble
- Dwayne Hickman - Todd Armstrong
- Susan Hart - Diane
- Jack Mullaney - Igor
- Fred Clark -  D. J. Pevney
- Alberta Nelson - Reject No. 12
- Milton Frome - Motorcycle cop
- Hal Riddle - Newsvendor

Roboți
- Patti Chandler
- Mary Hughes
- Salli Sachse
- Luree Holmes
- Sue Hamilton
- Laura Nicholson
- Marianne Gaba
- China Lee
- Issa Arnal

- Deanna Lund
- Pamela Rodgers
- Leslie Summers
- Sally Frei
- Kay Michaels
- Jan Watson
- Arlene Charles
- Alberta Nelson

Roluri cameo
- Harvey Lembeck
- Deborah Walley
- Aron Kincaid
- Annette Funicello

## Vezi și
- 1965 în științifico-fantastic